# Labyrinthidae
Labyrinthidae zijn een familie van weekdieren uit de klasse van de Gastropoda (slakken).

## Geslachten
- Isomeria Albers, 1850
- Labyrinthus H. Beck, 1837
  - = Lampadion Röding, 1798
  - = Lyrostoma Swainson, 1840